# Maurice Allem
Maurice Allem, de son vrai nom Marie Maurice Abel Léon Allemand, né le 5 septembre 1872 à Montagnac et mort le 1er septembre 1959 à Paris (5e), est un philologue, romaniste, historien de la littérature, autobiographe et bibliographe français. Il est un spécialiste de la littérature française du XIXe siècle.

## Biographie
« Il s'appelle de son vrai nom Abel Allemand, est originaire du Dauphiné et il me raconte que c’est de sa famille que vient l’expression : une querelle d’Allemand… », écrit Paul Léautaud, dans son Journal littéraire, au 9 janvier 1942 . 
De 1912 à 1913, il est co-éditeur avec Raymond de La Tailhède de la revue Les Lettres françaises. 
Ce n'est que plus tard qu'il prend le pseudonyme de « Maurice Allem » pour ses travaux littéraires, ses monographies, ses préfaces et ses propres publications. 
Il se passionne pour la littérature française du XIXe siècle, établissant des bibliographies complètes sur de grands écrivains français, notamment Honoré de Balzac (il est l'éditeur, notamment, de treize volumes de La Comédie humaine dans la collection des Classiques Garnier), Sainte-Beuve, Alfred de Musset, Alfred de Vigny, Victor Hugo. Il publie également plusieurs anthologies consacrées à la poésie française depuis la Renaissance.
À partir de 1934, il publie les Cahiers Alfred de Musset au sein de l'équipe de l'Association Alfred de Musset. 
Léon Allemand était le père de Maurice Allemand (1906-1979), directeur du Musée d'art moderne de Saint-Etienne (1947-1967).

## Thèse universitaire
- Léon Allemand, Étude sur la condition des Juifs en Russie, Lyon, imprimeries réunies, 1907.
- Léon Allemand, Les souffrances des juifs en Russie et le devoir des états civilisés, Pari, Société nouvelle de librairie et d'édition, 1907.

## Monographies
- Alfred de Musset, Paris, 1912, p. 192.
- Sainte-Beuve et "Volupté", Paris, 1935.
- Alfred de Musset, Grenoble, 1948, p. 244.
- La Vie quotidienne sous le Second Empire, Paris, 1948.
- Balzac 1799-1850, Paris, 1950.
- Portrait de Sainte-Beuve, Paris, 1954.

## Études et recueils littéraires par auteurs

### Alfred de Musset
- Alfred de Musset, Œuvres complémentaires, Paris, 1910.
- Alfred de Musset, Poésies complètes, Paris, Bibliothèque de la Pléiade, 1933.
- Alfred de Musset, Théâtre complet, Paris, Bibliothèque de la Pléiade, 1934.
- Alfred de Musset, Œuvres complètes en prose, Paris, Bibliothèque de la Pléiade, 1938.
- Alfred de Musset, Premières poésies 1829-1835, Paris, 1938.
- Alfred de Musset, Poésies nouvelles, 1836-1852, suivie des poésies complémentaires et des poésies posthumes, Paris, 1938.
- Alfred de Musset, La Confession d'un enfant du siècle, Paris, 1947.
- Alfred de Musset, Nouvelles, Paris, 1948.
- Alfred de Musset, Contes, Paris, 1948.

### Honoré de Balzac
- Honoré de Balzac, Eugénie Grandet, Paris, 1929.
- Honoré de Balzac, Histoire de la grandeur et de la décadence de César Birotteau, Paris, 1930.
- Honoré de Balzac, Le Père Goriot, Paris, 1930.
- Honoré de Balzac, Le Lys dans la vallée, Paris, 1931.
- Honoré de Balzac, Le Médecin de campagne, Paris, 1931.
- Honoré de Balzac, Le Colonel Chabert, Paris, 1932.
- Honoré de Balzac, La Rabouilleuse, Paris, 1932.
- Honoré de Balzac, La Peau de chagrin, Paris, 1933.
- Honoré de Balzac, Le Cousin Pons, Paris, 1937.
- Honoré de Balzac, La Cousine Bette, Paris, 1937.
- Honoré de Balzac, Le Curé de Tours. Pierrette, Paris, 1937.
- Honoré de Balzac, La Femme de trente ans, Paris, 1944.
- Honoré de Balzac, Ursule Mirouët, Paris, 1944.
- Honoré de Balzac, Les Chouans, Paris, 1952.

### Sainte-Beuve
- Sainte-Beuve (28 vols), Les grands écrivains français par Sainte-Beuve. Etudes des langues et des portraits, Paris, 1926-1932.
- Sainte-Beuve, Volupté, Paris, 1934.
- Sainte-Beuve, Pages choisies de Port-Royal, Paris, 1934.
- Sainte-Beuve (2 volumes), Sainte-Beuve, Chateaubriand et son fils, groupe littéraire sous l'Empire. Cours professé à Liège en 1848-1849, Paris, 1948.

## Éditeur scientifique
- Épigrammes françaises (XVIe au XIXe siècle), Paris, 1911.
- L'épopée napoléonienne dans la poésie française. Poèmes choisis et annotés, Paris, 1912.
- Benjamin Constant, Adolphe et œuvres choisies, Paris, 1914.
- Philippe Martinon (5 vol.), Anthologie poétique française. XVIe siècle. XVIIe siècle. XVIIIe siècle, Paris, 1914-1919.
- Les poésies de Malherbe, Paris, 1926En 1919, Maurice Allem écrit au sujet du poète Charles-François Panard « Si ses pièces galantes ne sont pas du dernier galant et s'il leur manque cette grâce accomplie qui faisait tout le mérite des compositions de certains de ses contemporains, ses pièces épigrammatiques, en revanche, sont inoffensives. Il s'est toujours gardé d'y attaquer les personnes. »
- Abbé Prévost, Histoire du Chevalier des Grieux et de Manon Lescaut, Paris, 1927.
- La Poésie religieuse. Anthologie poétique du Moyen âge à nos jours, Paris, 1932.
- La Poésie de l'Amour. Anthologie poétique du Moyen âge à nos jours, Paris, 1932.
- Beaumarchais, Théâtre. Lettres parents à son théâtre, Paris, Bibliothèque de la Pléiade, 1934.
- Marceline Desbordes-Valmore, Poésies choisies, Paris, 1935.
- Jules Michelet, Pages historiques, Paris, 1936.
- Cardinal de Retz, Mémoires, Paris, Bibliothèque de la Pléiade, 1939.
- Paul-Louis Courier, Œuvres complètes, Paris, Bibliothèque de la Pléiade, 1940.
- Choderlos de Laclos, Œuvres complètes, Paris, Bibliothèque de la Pléiade, 1944.
- François Villon, Œuvres complètes, Grenoble / Paris, 1945.
- Victor Hugo, Les Misérables, Paris, Bibliothèque de la Pléiade, 1951.
- Sonnets du XVIe siècle, Paris, 1953.

## Récompenses et distinctions

### Prix littéraires
- 1943 : Prix de l’Académie Ensemble de son œuvre[8]
- 1955 : Prix Broquette-Gonin (philosophie) Ensemble de son œuvre[9]

### Décorations
- Chevalier de la Légion d'honneur (19 avril 1948)[10].
- Commandeur de l'ordre des Palmes académiques (1959)[11]